# Таджи
Таджи (араб. التاجي‎) — город в Ираке. Расположен в провинции Салах-эд-Дин на реке Тигр примерно в 27 км севернее Багдада.
Население — около 143 794 человек, преимущественно мусульмане-сунниты.
Город находится в Суннитском треугольнике, при Саддаме Хуссейне в городе находилась база Республиканской гвардии Ирака, производилось химическое оружие. В Таджи была крупнейшая группировка иракских танков, а также военный аэродром.
В ходе вторжения коалиционных сил в Ирак город с его военной базой перешли американское управление. В ходе Иракской войны Таджи используется уже как американская военная база.

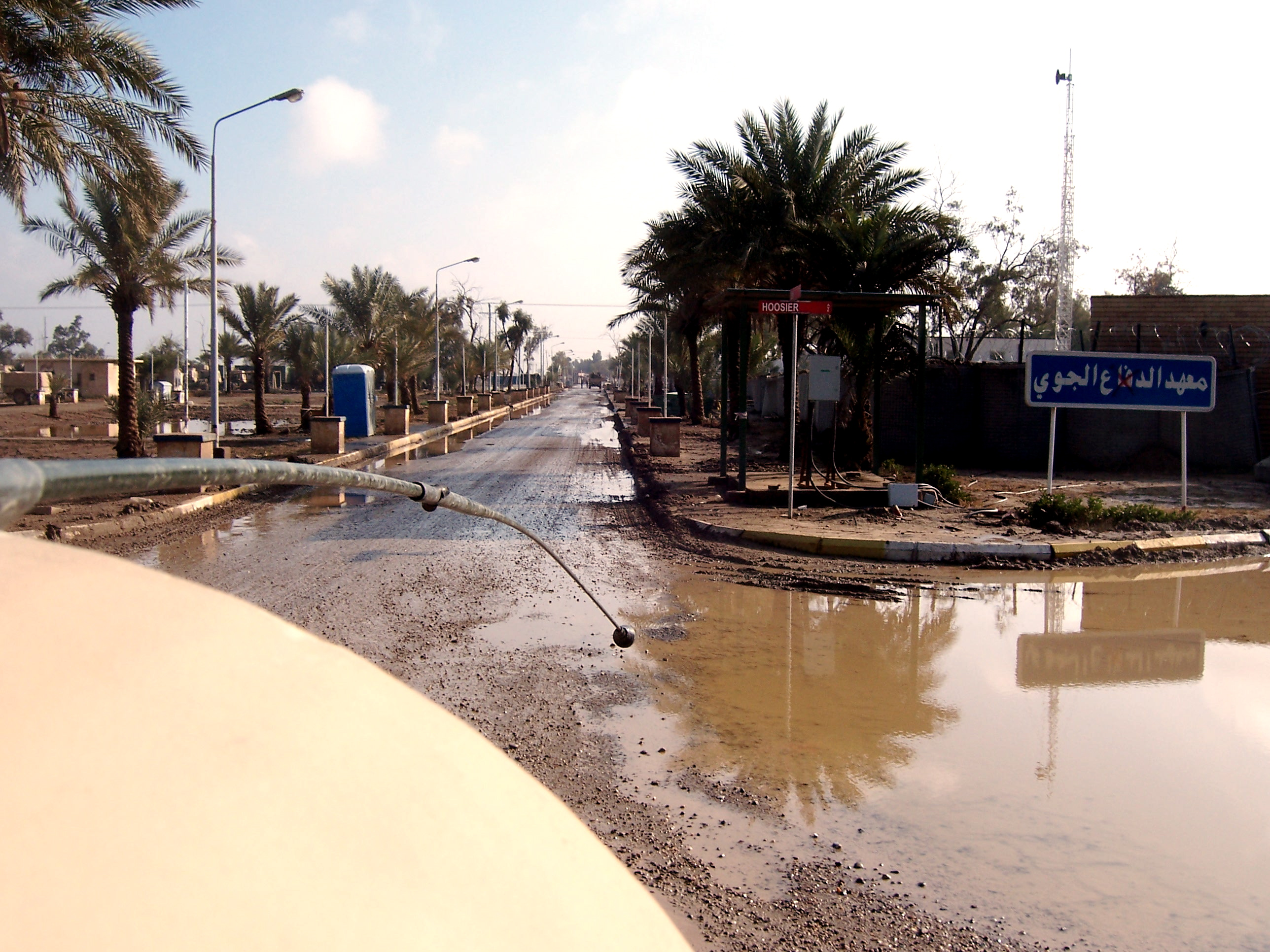
Улица в лагере Таджи.
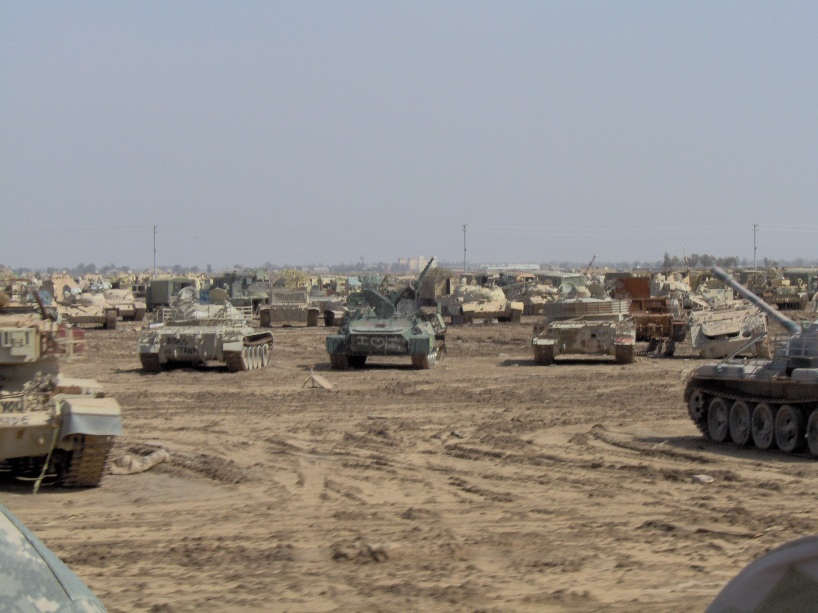
Иракские танки в Таджи.